# Франклінвілл (Нью-Йорк)
Франклінвілл (англ. Franklinville) — місто (англ. town) в США, в окрузі Каттарогус штату Нью-Йорк. Населення — 2802 особи (2020).

## Демографія
Згідно з переписом 2010 року, у місті мешкало 2990 осіб у 1206 домогосподарствах у складі 781 родини. Було 1643 помешкання
Расовий склад населення:
| - 96,9 % — білих - 0,6 % — азіатів - 0,5 % — корінних американців - 0,2 % — чорних або афроамериканців |

До двох чи більше рас належало 1,4 %. Частка іспаномовних становила 1,7 % від усіх жителів.
За віковим діапазоном населення розподілялося таким чином: 24,7 % — особи молодші 18 років, 61,0 % — особи у віці 18—64 років, 14,3 % — особи у віці 65 років та старші. Медіана віку мешканця становила 39,8 року. На 100 осіб жіночої статі у місті припадало 98,9 чоловіків;  на 100 жінок у віці від 18 років та старших — 96,0 чоловіків також старших 18 років.
Середній дохід на одне домашнє господарство  становив 57 974 долари США (медіана — 48 648), а середній дохід на одну сім'ю — 69 793 долари (медіана — 63 352). Медіана доходів становила 42 098 доларів для чоловіків та 30 446 доларів для жінок. За межею бідності перебувало 15,8 % осіб, у тому числі 20,7 % дітей у віці до 18 років та 13,8 % осіб у віці 65 років та старших.
Цивільне працевлаштоване населення становило 1246 осіб. Основні галузі зайнятості: освіта, охорона здоров'я та соціальна допомога — 28,8 %, виробництво — 12,8 %, будівництво — 10,3 %, роздрібна торгівля — 10,0 %.